# Huerta
Huerta (hiszp. z łac. hortus - ogród) – pieczołowicie uprawiany i nawadniany sad we wschodniej i południowej Hiszpanii. Strefy takich sadów (a także ogrodów warzywnych), ciągnące się wzdłuż wschodniego wybrzeża Hiszpanii, zwane są huertas.